# Mothais sur feuille
El Mothais sur feuille es un queso francés fabricado con leche de cabra. Toma su nombre de la comuna de La Mothe-Saint-Héray de Deux-Sèvres, pero su área de producción es más amplia. Se elabora en la región del  Poitou meridional, concretamente en el sur de Deux-Sèvres, en el sur de Vienne, en el norte de Charente y en el Charente Marítimo. Desde 1840 se le puede encontrar en los mercados locales.
En 2002 se creó un sindicato para proteger el Mothais y el Mothais sur feuille y solicitar la obtención de una appellation d'origine contrôlée.

## Elaboración

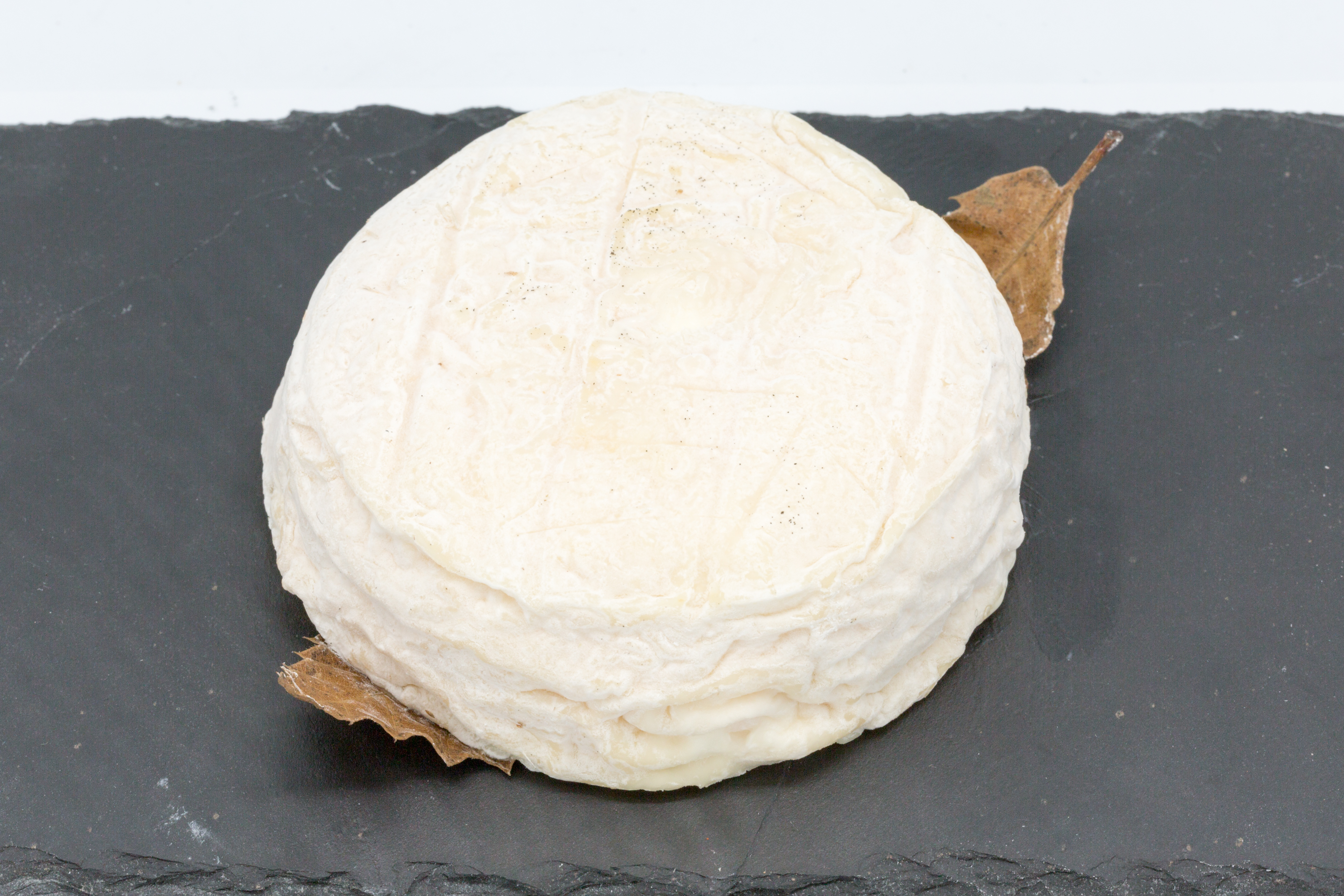
Mothais sur feuille.

Es un queso elaborado con leche fresca de cabra, cruda y entera. Se obtiene por medio de una coagulación muy lenta, y se madura sobre una hoja de castaño o de plátano, que absorbe la humedad y así dar al Mothais sur feuille una masa más ligera, más cremosa y una corteza más delgada.
Tiene una forma de disco de 10 a 12 centímetros de diámetro por 2 o 3 centímetros de altura. Su peso para la venta varía entre 180 hasta 200 gramos Mothais. Contiene un 45% de materia grasa.
A principios de 2007, la producción alcanzaba aproximadamente las 200 toneladas, de las cuales 85 toneladas elaboradas en las mismas granjas.

## Degustación

### Conservación
Se debe conservar en lugar fresco, por ejemplo en el cajón de las legumbres del refrigerador.

### Vinos recomendados
- champagne rosado[4]
- Vino blanco o vino tinto de Touraine[2]
- El vino tinto del pays charentais[2]

### Temporadas recomendados
Se come desde la primavera hasta finales de otoño.